# Rosa Hakenlilie
Die Rosa Hakenlilie (Crinum bulbispermum) ist eine Pflanzenart aus der Gattung Hakenlilien (Crinum) in der Familie der Amaryllisgewächse (Amaryllidaceae).

## Merkmale
Die Rosa Hakenlilie ist eine ausdauernde Zwiebelpflanze, die Wuchshöhen von 50 bis 90 Zentimeter erreicht. Die Blätter sind blaugrün gefärbt, rinnig, in der Mitte nicht verdickt, nicht wellig, am Rand knorpelig und gezähnt. Sie messen 60 bis 90 × 5 bis 11 Zentimeter. Die Zwiebel hat einen Durchmesser von 7,5 bis 13 Zentimeter. 6 bis 12 der duftenden Blüten bilden eine Dolde. Die Blütenstiele haben eine Länge von 4,5 bis 9 Zentimeter. Die Perigonröhre ist 7,5 bis 10 Zentimeter lang, eng, grün und gekrümmt, die Zipfel sind trichterförmig, weiß gefärbt mit rosa Streifen oder rot mit dunkelrotem Streifen und messen 7,5 bis 13 × 2 bis 4 Zentimeter.
Blütezeit ist von Juli bis August.
Die Chromosomenzahl beträgt 2n = 22, seltener 24.

## Vorkommen
Die Rosa Hakenlilie kommt in Südafrika von der Kap-Provinz bis Transvaal an Fluss- und Bachufern und in nassen Senken auf Sand und schwarzem Lehm vor.

## Nutzung
Die Rosa Hakenlilie wird selten als Zierpflanze genutzt. Sie ist seit spätestens 1752 in Kultur.